# شاهنامه داوری

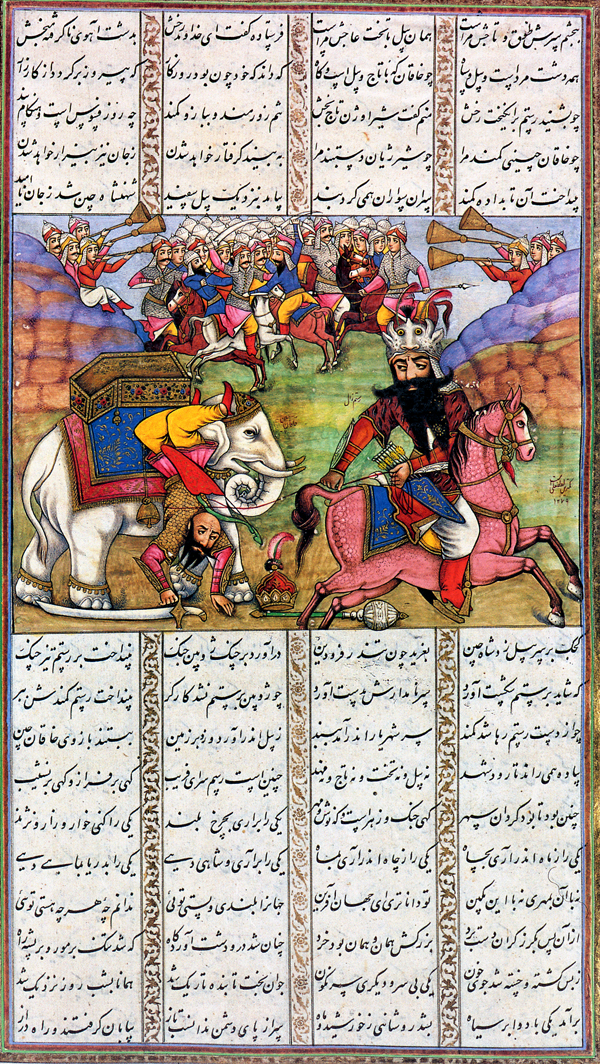
خاقان چین در کمند رستم گرفتار می‌شود؛ برگی با نگارگری لطفعلی صورتگر که امضای خودش را به‌صورت «کمترین لطفعلی است ۱۲۷۹ (ه‍.ق)» در گوشه نقش چهره اسب رستم ثبت کرده است.

شاهنامه داوری آخرین «نسخه دست‌نویس نگاره‌دار» شناخته‌شده از شاهنامه فردوسی است. این نسخه در بین سال‌های ۱۲۶۹ تا ۱۲۸۰ ه‍.ق (۱۸۵۲ تا ۱۸۶۳ م) به‌کوشش میرزا محمد داوری و چند هنرمند دیگر از جمله لطفعلی صورتگر و ۲ تذهیب‌کار به نام‌های میرزا یوسف و میرزا حسین تهیه شد. نسخه تهیه‌شده به‌دست داوری و همکاران او بهترین و نفیس‌ترین نسخه خطی شاهنامه از دوره قاجار به‌حساب می‌آید.
داوری کار تهیه این شاهنامه را نه به‌دلیل سفارشی از دربار شاه، بلکه در اثر ذوق شخصی خودش آغاز کرد و در یک دوره کمابیش ۵ ساله، نگارش ابیات را به پایان رساند. وی در همان دوره برای شاهنامه‌اش ۵ نگاره مهیا کرد؛ سه‌تا را خودش کشید، و برادرش فرهنگ و لطفعلی هرکدام یکی به کار او افزودند. داوری سپس به‌دنبال خریداری برای این شاهنامه رفت؛ ولی در میان بزرگان شیراز کسی آن را به قیمتی منصفانه خریدار نشد، تا اینکه درنهایت محمدقلی‌خان، ایلخان وقت ایل قشقایی، آن را به بهایی مناسب، ظاهراً حدود سال ۱۲۷۷ ه‍.ق از داوری طلب کرد و قرار شد تا داوری و گروهش نگاره‌های تازه‌ای به این شاهنامه بیافزاید. با پایان یافتن کار اثر، ایلخان قشقایی هم به داوری ۷۰۰ تومان وجه نقد، با ۲ طاقه شال کشمیری و ۲ اسب ممتاز پاداش داد. ایلخان که از نتیجه بسیار خرسند بود، سفارش کرد که برای شاهنامه داوری، قاب و جلد ویژه از چین بیاورند. جلد و قاب تهیه‌شده از چین ظاهراً پس از مدتی از بین می‌رود و جلد امروزی شاهنامه داوری از چرم ساغری سوخته و دارای تزئینات است.

## وضع کنونی
شاهنامه داوری در اواخر دهه ۱۳۴۰ ه‍.خ از بازماندگان محمدقلی‌خان خریداری و در اوایل دهه ۱۳۵۰ ه‍.خ در ازای مبلغ ۳ میلیون تومان به دفتر مخصوص شهبانو واگذار شد. پس از آن ابتدا به کاخ نگارستان و سپس به موزه رضا عباسی، یعنی محل امروزی آن منتقل گشت.

## ویژگی‌ها
این شاهنامه در چهار جلد با ابعاد ۲۸٫۵×۴۳٫۵ سانتی‌متر تهیه‌شده، کل کتاب ۸٫۵ سانتی‌متر ضخامت داشته و مجموع اجلاد مشتمل است بر ۱۲۳۲ صفحه و هر صفحه دارای چهار ستون ۲۵ سطری است و در کل شاهنامه داوری شامل ۶۸ نگاره می‌شود که از میان آن‌ها، ۱۲ نگاره از میرزا محمد، ۵۵ نگاره از لطفعلی و ۱ نگاره هم از فرهنگ است. نکته قابل‌توجه این است که سبک کارهای میرزا محمد تا حدی یادآور آثار نگارگری سدهای ۹ و ۱۰ ه‍.ق است، درحالی‌که کارهای لطفعلی خام‌تر و انتزاعی‌تر محسوب می‌شوند. خط نستعلیق این اثر، به‌دست خود میرزا محمد به‌نگارش درآمده است. میرزا محمد همچنین اشعاری از خود در بحر متقارب پیرامون چگونگی تهیه این اثر، ستودن جایگاه فردوسی و مدح ایلخان قشقایی به‌عنوان دیباچه افزوده است.